# شرکت ترابری بروکلین–منهتن
شرکت ترابری بروکلین–منهتن (انگلیسی: Brooklyn–Manhattan Transit Corporation) یک شرکت هلدینگ ترابری شهری در ایالات متحده آمریکا بود.
این شرکت که در سال ۱۹۲۳ تأسیس و در سال ۱۹۴۰ بسته شده و مقر آن در بروکلین، نیویورک بوده‌است. شرکت ترابری بروکلین–منهتن بهره‌بردار و گرداننده مترو در شهر نیویورک و همچنین اتوبوس و تراموا بوده.